# Возз'єднання Закарпаття із ЗУНР
Возз'є́днання Закарпáття із ЗУНР — процес входження Угорської Русі (Закарпаття) до Західно-Української Народної Республіки у 1918—1919 роках. Возз'єднання не було успішним і процес швидко завершився через несприятливу міжнародну політичну ситуацію у Східній Європі після завершення Першої світової війни, зазіхання на територію Закарпаття інших держав та внутрішні чинники. Допомога ЗУНР часто була прихованою та недієвою, основною причиною чого, була потреба мати «вікно» у Європу для торгівлі нафтою і лісом, закупівлі зброї, амуніції, тощо.

## Історія
Після розпаду Австро-Угорщини у Закарпатті проукраїнські державотворні процеси проходили мляво. Українці складали лише 55 % населення Закарпаття. Інші національності — угорці, євреї, німці — агресивно ставилися до різних проявів самовизначення українців і спроб встановлення української державності.
9 жовтня 1918 року після віча в Ужгороді створено Руську Народну Раду (РНРада), яка мала боротися за автономію для русинів Угорської Русі. Подібну РНРаду створено 8 листопада на вічі у Старій Любовні (Пряшівщина). Вона вже вимагала виходу зі складу Угорщини та об'єднання з Україною. На противагу українському державницькому рухові, на Закарпатті діяли мадяронський (прихильники Угорщини) та москвофільський рухи. 9 листопада 1918 року в Ужгороді мадярони утворили «Угро-руську народну раду» (Рада рутенів Мадярії) на чолі з каноніком Мукачівської греко-католицької єпархії Симеоном Сабовим (1863—1929). Угро-руська народна рада прийняла «Меморандум», у якому заявила, що угро-руський народ приєднується до своєї батьківщини-Угорщини й виступає за недоторканість її території. У цей самий час угорський уряд схвалив закон про автономію Руського Краю, до якого входили комітати: Мараморош, Угоча, Берег, Унґ. При угорському уряді була утворена посада міністра для справ Руського Краю. Водночас у Пряшеві під егідою москвофілів було утворено Карпато-руську Народну Раду, лідери якої поширювали в українському середовищі ідею приєднання до Чехословаччини.
18 жовтня 1918 року Українська Національна Рада Західноукраїнської Народної Республіки проголосила про утворення Української держави на українській етнічній території Австро-Угорщини, до якої мала б увійти також «українська полоса північно-східної Угорщини» — Закарпаття та Пряшівщина. 13 листопада Українська Національна Рада проголосила у Львові утворення Західно-Української Народної Республіки (ЗУНР). Було затверджено «Тимчасовий основний закон про державну самостійність українських земель бувшої австро-угорської монархії», у якому зокрема йшлося про приналежність до ЗУНР українських частин угорських комітатів Спиш, Шарош, Земплин, Унґ, Берег, Угоча та Мараморош.

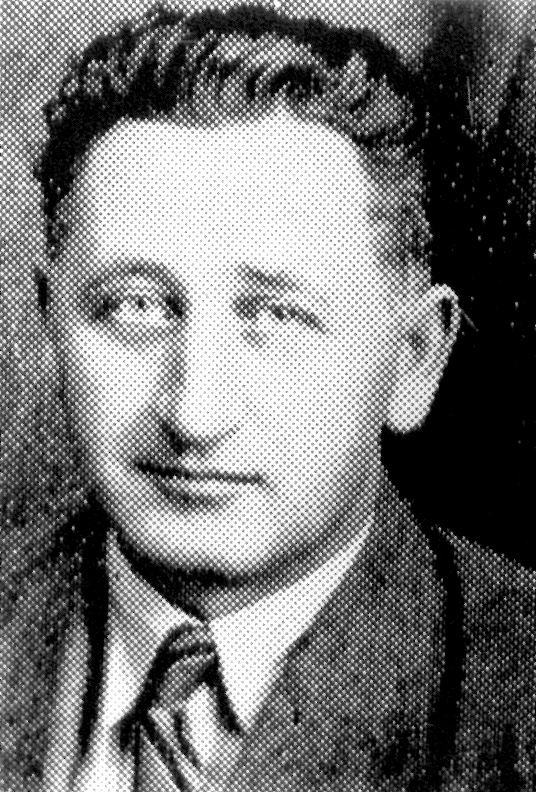
Степан Клочурак

Активно соборницький проукраїнський рух діяв серед гуцулів. 8 листопада у селі Ясіня відбулося загальне віче, яке проголосило возз'єднання з Україною та створення власного органу влади — Української Народної Ради, яку очолив місцевий мешканець, поручник австро-угорського війська Степан Клочурак (1895—1980). 18 грудня 1918 року адвокат Іван Гощук скликав у Сиготі збори гуцулів, щоб вони дали клятву вірності Угорщині. Однак гуцули не дали йому докінчити промови, стягли його з трибуни і поставили рахівського адвоката Михайла Бращайка на голову зборів. Збори проголосили з'єднання Закарпаття з Україною і вибрали Гуцульську Народню Раду, яка присягла на синьо-жовтому прапорі, що «буде завжди боронити права українського народу». Проте 22 грудня угорський військовий загін зайняв Ясіню та розігнав Гуцульську Народну Раду.

Михайло Бращайко

2 січня 1919 року делегати від Закарпаття Степан Клочурак, Євген Пуза та Іван Климпуш у Станіславові зустрілися з Євгеном Петрушевичем. Делегати передали рішення зборів про возз'єднання з Україною і попросили керівництво ЗУНР про військову допомогу. В ніч на 8 січня 1919 року до Ясіні прибув бойовий загін під командою четаря С. Зибачинського, який разом з гуцулами захопив у полон 250 угорських вояків. Вояків роззброїли та відпустили додому, а офіцерів протримали у полоні ще тиждень.
У Ясіні організували й озброїли декілька гуцульських сотень під командуванням поручника УГА Віктора Воробця. 12 січня прибуло підкріплення з 400 вояків та 20 старшин УГА під командою Степана Глушка. Наступного дня стрільці та гуцули зайняли село Кваси, 14 січня — Рахів, 15 січня — Великий Бичків, а 16-го зайняли Сигіт. Наступною ціллю мав бути Хуст. Проте до міста підійшла румунська армія. Загони УГА змушені були відступити, при чому вони потрапили у засідку і втратили близько 400 людей вбитими або пораненими.
У цей час 15 січня 1919 року Стрийська Окружна Команда УГА вислала курінь стрільців під командою поручника Ярослава Небиловця, який мав зайняти Мукачево. Стрільці виїхали поїздом з Лавочного через Воловець та Сваляву і без опору зайняли Мукачево. Проте 21 січня командування Галицької Армії відкликало курінь Я. Небиловця із Закарпаття, а місто зайняли угорці.
18 січня 1919 р. із Самбора на Ужгород залізницею вирушила третя самбірська група УГА у складі підрозділу сотника Івана Молєщія, яка отримала наказ від окружного командира сотника М. Мельника зайняти Ужанську долину та оголосити Ужгородський комітат територією ЗУНР. З огляду на загрозу окупації цієї частини регіону Чехословаччиною, 17 січня 1919 р. президент Є. Петрушевич повідомив Прагу, що його військо займе ці території. Для виконання цього амбітного плану сотникові однак виділили занадто малі сили — всього 70 стрільців з одним скорострілом та обмежену кількість боєприпасів. 19 січня 1919 р. військовий залізничний транспорт, прикрашений національним жовто-блакитним прапором, вирушив із Самбора через Турку-Ужок до Волосянки, де відразу натрапив на передовий підрозділ чехословацького війська. Українська сторона була змушена вступити у переговори, в ході яких було з'ясовано, що ще 12 січня 1919 р. чехословацькі війська отримали дозвіл Антанти на окупацію залізничної лінії Ужгород-Ужок разом з річкою Уж та її лівим берегом. Відтак, під загрозою роззброєння та інтернування, українські війська були змушені 20 січня 1919 року покинути територію Закарпаття.
21 січня 1919 року в Хусті зібралися 420 делегатів «Загального Собору всіх русинів, жиючих в Угорщині», які представляли українців Закарпаття. На Соборі було вирішено не визнавати мадярський «закон про автономію Руської Країни у складі Угорщини» та ухвалено рішення про з'єднання з Україною на правах автономії. Було вибрано Центральну Народну Раду зі 100 членів. Головою ради призначили Михайла Бращайка. Сформовано делегації для вручення цього рішення керівникам українських народних республік — ЗУНР і УНР. Наступного дня, 22 січня 1919 року, на Соборній площі у Києві, де відбувався історичний Акт Злуки, ЗУНР говорила і від імені Закарпаття.
Політична ситуація в Закарпатті ускладнювалася втручанням інших держав у його внутрішні справи. За згодою Антанти, 12 січня 1919 чехословацькі військові частини зайняли Ужгород, далі територію краю на захід від річки Уж. Східні регіони Закарпаття почали окуповувати румунські війська. За Сен-Жерменським мирним договором 1919 року Закарпаття під назвою Підкарпатська Русь увійшло до складу Чехословаччини.